# Cerkiew Złożenia Szat

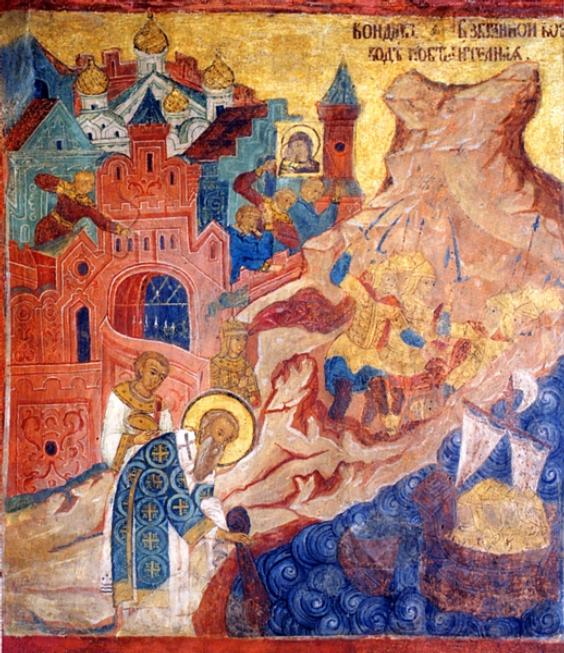
Fresk ukazujący cudowne ocalenie Konstantynopola przez szaty Bogurodzicy

Cerkiew Złożenia Szat (ros. Церковь Ризоположения) – cerkiew położona w obrębie moskiewskiego Kremla, na Placu Soborowym. 

## Historia
Cerkiew została zbudowana na miejscu wcześniejszej świątyni z 1451, zniszczonej w 1473 wskutek pożaru. Była budowana równolegle z Soborem Zwiastowania w latach 80. XV w. przez architektów z Pskowa. Do XVII w. pełniła funkcję prywatnej kaplicy do użytku patriarchów Moskwy, jednak w połowie tego stulecia została przejęta przez rodzinę carską i połączona z kompleksem pałaców Kremla. W 1737 poważnie ucierpiała w pożarze. 
Po rewolucji październikowej została zamknięta dla wiernych. Po II wojnie światowej obiekt został zmieniony w galerię drzeworytnictwa i rzeźby drewnianej z XV–XVII wieku. Tę funkcję pełni do dziś. 

## Architektura
Obiekt powstał w stylu rdzennie rosyjskim (patriarchowie Moskwy nie życzyli sobie łączenia stylów, jakie ma miejsce w innych kremlowskich cerkwiach). Nakryty jest jedną złoconą kopułą – jest to najmniejsza z cerkwi położonych w kompleksie Kremla. We wnętrzu obiektu wyróżnia się ikonostas wykonany przez Nazarego Sawina w 1627. Autorami dekoracji malarskiej cerkwi, w większości poświęconej Maryi, są Iwan Borysow, Sidor Pospiejew i Siemion Abramow, pracujący w cerkwi około 1644. Obiekt jest połączony z soborem Zaśnięcia Matki Bożej.